# Grand Prix automobile de Belgique 1985
Résultats du Grand Prix de Belgique de Formule 1 1985 qui a eu lieu sur le circuit de Spa-Francorchamps le 15 septembre.

## Classement
| Pos. | No | Pilote             | Écurie                 | Tours | Temps/Abandon                      | Grille | Points |
| ---- | -- | ------------------ | ---------------------- | ----- | ---------------------------------- | ------ | ------ |
| 1    | 12 | Ayrton Senna       | Lotus-Renault          | 43    | 1 h 34 min 19 s 893 (189,811 km/h) | 2      | 9      |
| 2    | 5  | Nigel Mansell      | Williams-Honda         | 43    | + 28 s 422                         | 7      | 6      |
| 3    | 2  | Alain Prost        | McLaren-TAG            | 43    | + 55 s 109                         | 1      | 4      |
| 4    | 6  | Keke Rosberg       | Williams-Honda         | 43    | + 1 min 15 s 290                   | 10     | 3      |
| 5    | 7  | Nelson Piquet      | Brabham-BMW            | 42    | + 1 tour                           | 3      | 2      |
| 6    | 16 | Derek Warwick      | Renault                | 42    | + 1 tour                           | 14     | 1      |
| 7    | 17 | Gerhard Berger     | Arrows-BMW             | 42    | + 1 tour                           | 8      |        |
| 8    | 8  | Marc Surer         | Brabham-BMW            | 42    | + 1 tour                           | 12     |        |
| 9    | 25 | Philippe Streiff   | Ligier-Renault         | 42    | + 1 tour                           | 18     |        |
| 10   | 18 | Thierry Boutsen    | Arrows-BMW             | 40    | Boîte de vitesses                  | 6      |        |
| 11   | 26 | Jacques Laffite    | Ligier-Renault         | 38    | Accident                           | 17     |        |
| 12   | 29 | Pierluigi Martini  | Minardi-Motori Moderni | 38    | + 5 tours                          | 24     |        |
| 13   | 3  | Martin Brundle     | Tyrrell-Renault        | 38    | + 5 tours                          | 21     |        |
| Nc.  | 24 | Huub Rothengatter  | Osella-Alfa Romeo      | 37    | Non classé                         | 23     |        |
| Abd. | 22 | Riccardo Patrese   | Alfa Romeo             | 31    | Panne électrique                   | 15     |        |
| Abd. | 23 | Eddie Cheever      | Alfa Romeo             | 26    | Boîte de vitesses                  | 19     |        |
| Abd. | 15 | Patrick Tambay     | Renault                | 24    | Boîte de vitesses                  | 13     |        |
| Abd. | 19 | Teo Fabi           | Toleman-Hart           | 23    | Accélérateur                       | 11     |        |
| Abd. | 11 | Elio De Angelis    | Lotus-Renault          | 17    | Turbo                              | 9      |        |
| Abd. | 30 | Christian Danner   | Zakspeed               | 16    | Boîte de vitesses                  | 22     |        |
| Abd. | 9  | Philippe Alliot    | RAM-Hart               | 10    | Accident                           | 20     |        |
| Abd. | 28 | Stefan Johansson   | Ferrari                | 7     | Moteur                             | 5      |        |
| Abd. | 20 | Piercarlo Ghinzani | Toleman-Hart           | 7     | Accident                           | 16     |        |
| Abd. | 27 | Michele Alboreto   | Ferrari                | 3     | Embrayage                          | 4      |        |
| Np.  | 1  | Niki Lauda         | McLaren-TAG            |       | Accident aux essais                |        |        |

## Pole position et record du tour
- Pole position : Alain Prost en 1 min 55 s 306 (vitesse moyenne : 216,676 km/h).
- Meilleur tour en course : Alain Prost en 2 min 01 s 730 au 38e tour (vitesse moyenne : 205,241 km/h).

## Tours en tête
- Ayrton Senna : 42 (1-8 / 10-43)
- Elio De Angelis : 1 (9)

## À noter
- 2e victoire pour Ayrton Senna.
- 75e victoire pour Lotus en tant que constructeur.
- 18e victoire pour Renault en tant que motoriste.
- Le Grand Prix était prévu le 2 juin 1985, mais à cause de la dégradation du revêtement de la piste, il a été reporté au 15 septembre.